# Hutkantenrindenpilze
Die Hutkantenrindenpilze (Laurilia) sind eine Pilzgattung innerhalb der Familie der Stachelschichtpilzverwandten (Echinodontiaceae). Die ausdauernden, stereoiden Fruchtkörper haben einen aufwärts gebogenen Rand und ein braun gefärbtes Trama. Mikroskopisch sind sie durch ihr trimitisches Hyphensystem, ihre durch Kristalle inkrustierten, dickwandigen Zystiden und die fast kugeligen, amyloiden und stachelig ornamentierten Basidiosporen gekennzeichnet. Die Typusart ist Laurilia sulcata (Burt) Pouzar, der Gefurchte Hutkantenrindenpilz.

## Merkmale

### Makroskopische Merkmale
Die holzbewohnenden, stereoiden Pilze bilden resupinate, ausdauernde, ledrige bis korkig-holzige Fruchtkörper, deren Rand bisweilen eine schmale, bis 5 mm breite Hutkante ausbildet, besonders wenn der Pilz auf vertikal-stehendem Substrat wächst, an dem er ansonsten mehr oder weniger fest angewachsen ist. Die Hutkanten sind im Alter oft tief konzentrisch gefurcht. Die zurückgebogenen Teile sind filzig und lebhaft bis stumpf braun oder schwarz gefärbt. Die Oberseite junger Exemplare besteht aus einer fein behaarten bis filzigen, braunen, zunderartigen Schicht, die bei alten Exemplaren fast schwarz und hart wird. Das eigentliche Trama besteht aus zwei Schichten, einer oberen Zunderschicht und der eigentlichen Trama, welches in das Subiculum übergeht. Dazwischen befindet sich eine dünne, schwarze, harzige Cortexschicht, die man als dunkle Linie im Anschnitt erkennen kann. Das sich verdickende Hymenium ist blass gelblich bis blass rosa-ocker gefärbt und hat eine glatte bis mehr oder weniger höckige oder breitwarzige Oberfläche.

### Mikroskopische Merkmale
Das Hyphensystem ist trimitisch und besteht aus Skelett- und Bindehyphen und den knotig septierten, hyalinen, generativen Hyphen, die mehr oder weniger dünnwandig sind. Die schnallenlosen, dickwandigen Skeletthyphen sind fast hyalin bis gelblich oder bräunlich gefärbt, während die Bindehyphen relativ dickwandig sind und vereinzelt Schnallen tragen können. Die Hyphentextur ist ziemlich dicht und besteht aus mehr oder weniger deutlich erkennbaren Hyphen. Im Hymenium findet man keulige, 25–35 µm lange Basidien, die vier, gekrümmte Sterigmen und eine basale Schnalle tragen. Daneben findet man dickwandige Zystiden, die an der konischen Spitze mit Kristallen inkrustiert sind. Die 5,5–6,5 × 5–5,5 µm messenden Basidiosporen sind mehr oder weniger kugelig, hyalin und ziemlich dünnwandig. Sie sind amyloid und feinstachelig ornamentiert. Das Sporenpulver ist weißlich, die Oxidase-Reaktion kann positiv oder negativ sein.

## Ökologie und Verbreitung
Der oxidasepositive Holzzersetzer Laurilia sulcatum verursacht eine Weiß(loch)fäule auf totem Nadelholz. Die Art ist wohl in der ganzen, nördlich temperierten Klimazone verbreitet.  Der Pilz kommt in Nordamerika (USA samt Alaska, Kanada), in weiten Teilen von Europa und in Asien (Sibirien, China, Japan) vor. Er bevorzugt kontinentales Klima und fehlt so größtenteils in Westeuropa. Die oxidasenegative Laurilia taxodii wächst auf meist hoch am Baum befindlichen, toten Ästen von noch lebenden Bäumen. Der Pilz wurde in Nordamerika (USA) und Asien (Japan, Taiwan) nachgewiesen. Auch er erzeugt auf seinem Wirt eine Weißlochfäule. Laurilia taxodii wächst in Japan unter anderem auf der Sicheltanne (Cryptomeria japonica) und der Japanischen Nusseibe (Torreya nucifera), in den USA meist auf der Echten Sumpfzypresse (Taxodium distichum).

## Systematik
Etymologie
Z. Pouzar wählte den Gattungsnamen, um an den bedeutenden, finnischen Mykologen Matti Laurila (1915–1942) zu erinnern, der früh verstarb, aber dennoch einen bedeutenden Beitrag zur Kenntnis der resupinaten Pilze Nordeuropas leistete.
Z. Pouzar erstellte die Gattung 1956 mit der Typus- und vorerst einzigen Art Laurilia sulcata. 1968 stellte er mit Laurilia taxodii eine weitere Art in die Gattung. Innerhalb der russuloiden Abstammungsgemeinschaft unterscheiden sich die Vertreter der Gattung Laurilia von den anderen resupinaten Arten mit glattem Hymenium dadurch, dass sie ein trimitisches Hyphensystem haben. Daher wurden sie zur Familie der Stachelschichtpilzverwandten (Echinodontiaceae) gestellt, mit denen sie mehrere Merkmale gemeinsam haben. H.L. Gross, der die Gattung eingehend studierte, stellte sie sogar in die Gattung Echinodontium, deren Typusart Echinodontium tinctorium ein sehr charakteristischer, hydnoider Konsolenpilz aus Nordwestamerika ist. Doch selbst wenn man die Form des Hymenophors vernachlässigt, gibt es einige Unterschiede. Das Trama ist bei Laurilia dimorph und durch eine harzige Cortexschicht getrennt, die als dunkle Linie im Schnitt erkennbar ist, während das Trama bei Echinodontium sowohl im Hut, als auch in den Stacheln des Hymeniums einheitlich ist. Weiter ist bei Laurilia sowohl die Textur des Subiculartramas, als auch die des Subhymeniums trimitisch, während bei Echinodontium das Trama dimitisch und die des Subhymeniums meist monomitisch ist. Zudem sind die Skeletthyphen von Echinodontium ziegelrot und verfärben sich mit KOH lila, während die Skeletthyphen bei Laurila in der Zunderschicht braun und im Subiculum und Subhymenium fast hyalin sind. All diese Unterschiede sprechen laut J. Eriksson und L. Ryvarden dafür beide Gattungen zu erhalten und sie vertreten damit einen Standpunkt, dem sich die meisten Mykologen angeschlossen haben.
Die molekularbiologischen Untersuchungen durch E. und K.H. Larsson, Binder und Hibbett und S. Miller zeigen, dass Laurilia und Echinodontium nahe verwandt sind. Ihre genauere Stellung im russuloiden Stammbaum ist aber nach wie vor unklar, da verschiedene Arbeitsgruppen zu sehr unterschiedlichen Ergebnissen gekommen sind. So fanden E. und K.H. Larsson 2003, dass
Laurilia und Echinodontium zusammen mit Bondarzewia und Heterobasidion eine Abstammungsgemeinschaft bilden und fassten die vier Gattungen daher in der Familie der Bondarzewiaceae zusammen. S. Miller und seine Coautoren fanden, dass zwar Laurilia, Echinodontium und Heterobasidion einen gemeinsamen Ast bilden, Bondarzewia aber nicht näher mit ihnen verwandt ist, während Binder und seine Mitautoren einen Stammbaum errechneten, in dem Echinodontium (zusammen mit Laurilia) und Amylostereum zwei Schwestertaxa sind, aber weder Heterobasidion noch Bondarzewia mit den beiden Schwestertaxa verwandt sind.